# Rachele Guidi
Rachele Mussolini (de soltera Rachele Guidi, i coneguda també com a Donna Rachele), (Predappio, Emília-Romanya, 11 d'abril de 1890 - Forlì, Emília-Romanya, 30 d'octubre de 1979), va ser l'esposa oficial del dictador italià Benito Mussolini.

## Biografia
Rachele, filla d'Agostino Guidi i d'Anna Lombardi, va néixer a Predappio, Regne d'Itàlia. Va ser l'última de cinc germanes d'una família humil de camperols. Va assistir a l'escola primària, on es va trobar per primera vegada amb Benito Mussolini, un mestre d'escola elemental que de vegades substituïa a la seva mare, Rosa Maltoni.
A l'edat de vuit anys es va quedar òrfena de pare, i va començar per a la seva família un període d'extrema misèria, humiliació i fam. La família es va mudar a Forlì, on Rachele va treballar en el servei domèstic per a algunes famílies riques.
En 1909, Benito Mussolini va reunir el seu pare, Alessandro Mussolini, i la mare de Rachele, ambdós vidus, per a dir-los que ell i Rachele havien iniciat una relació estable i, assenyalant una pistola amb la mà, va amenaçar de matar-la a ella i a si mateix si no obtenia el permís per casar-se amb ella. En 1910, va néixer la primera filla de la parella, Edda Mussolini, abans del matrimoni, per tant, il·legal sota les lleis de l'època. Va ser enregistrada com la filla de Mussolini i de mare desconeguda.
En 1914, Mussolini es va casar amb la seva primera esposa, Ida Dalser, i l'11 novembre de 1915 van tindre un fill, Benito Albino. Els registres d'aquest matrimoni van ser destruïts pel govern de Mussolini, i Mussolini va passar per alt un edicte de la ciutat de Milà que li ordenava de fer els pagaments per al manteniment de «la seva dona Ida Dalser i del seu fill».
Rachele i Benito Mussolini es van casar primer amb una cerimònia civil al 16 de desembre de 1915 durant una estada com a ferit de guerra en l'hospital de Treviglio, i una segona vegada amb una cerimònia religiosa en 1925, quan es va convertir en el president del Consell de Ministres d'Itàlia.
Fins i tot durant el període feixista, tot i la posició política del seu marit, Rachele va mantenir contacte amb els ambients populars de la Romanya, i en particular de Forlì; per exemple, se sabia que era un client del famós curandero i apotecari, metge empíric sense títol, Augusto Rotondi, conegut per tots simplement com Zambutèn.
Moltes fonts estan d'acord que Donna Rachele tenia un temperament sever i autoritari, de vegades fins i tot més que el del seu espòs. Per exemple, es va oposar a qualsevol acte de clemència per al seu gendre Galeazzo Ciano després del procés de Verona, i això va agreujar les relacions amb la seva filla Edda, que la va anomenar «la veritable dictadora de la casa»; També, a finals de 1943, se n'anava cada nit per parlar durant dues hores amb Buffarini Guidi, ministre de l'Interior de la República Social Italiana, demanant-li més severitat per tal de restablir l'ordre intern.
Durant el règim feixista de Mussolini, Rachele es va retratar com la mare i mestressa de casa feixista exemplar. Va romandre fidel al seu marit fins al final i, fins i tot, va estar disposada a ignorar a totes les amants del seu marit.
Al 28 d'abril de 1945, Rachele no acompanyava a Mussolini quan ell i la seva amant, Clara Petacci, van ser capturats i afusellats pels guerrillers italians. Rachele va poder fugir d'Itàlia després de la Segona Guerra Mundial, però el 1945 va ser detinguda a Suïssa per partisans italians. Va ser entregada als estatunidencs i, després d'uns mesos, Rachele i els seus fills, Romano i Anna Maria, van ser confinats a l'illa d'Ischia, on van romandre fins al 1957.

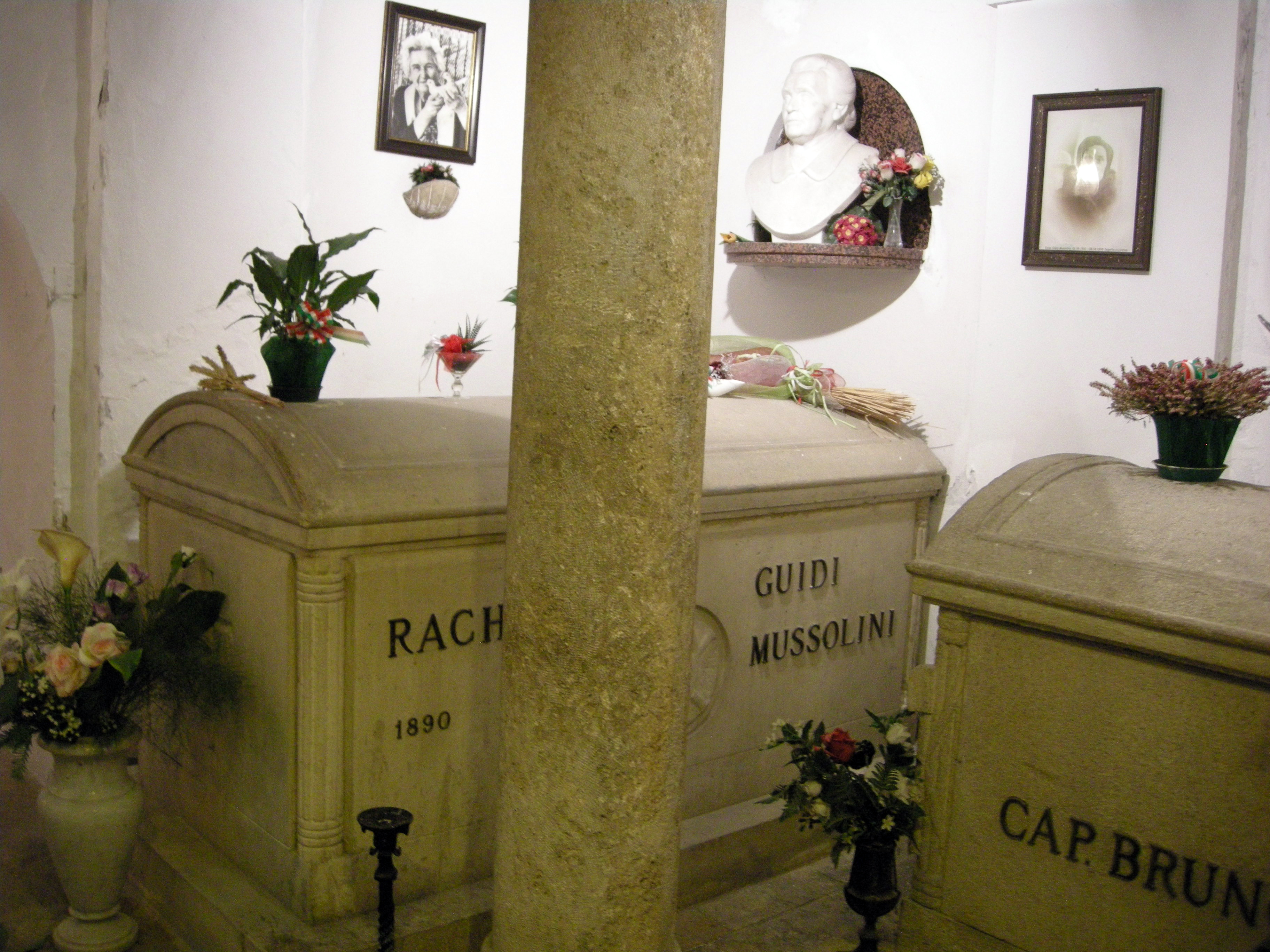
Tomba de Rachele Guidi en el cementiri de San Cassiano

Aquesta data també marca el retorn de les restes de Mussolini a Predappio, en resposta a diverses instàncies de Rachele. Després del 1957, es va retirar a Vila Carpena (actualment convertit en un museu), a la província de Forlì-Cesena, on va trobar a la solidaritat i els mitjans necessaris per a viure, tot regentant un restaurant propi anomenat «orto e pollaio» (hort i galliner), on cuinava ella mateixa. El seu restaurant es va convertir en un lloc de peregrinació per als seguidors polítics del feixisme. Amb el suport d'altres persones, va escriure diversos llibres sobre el temps que va viure amb Benito Mussolini. Així, el 1974, va aparèixer, sota el títol «Mussolini: una biografia íntima», la seva biografia, que va escriure amb Albert Zarca, autor també d'una biografia de Benito Mussolini.
Donna Rachele va rebre una pensió de viudetat, que ascendia a 600.000 lires al mes (en la pràctica, el salari d'un empleat del moment), només a partir de 1975; va resultar que Mussolini no havia rebut cap mena de salari de l'Estat i, per tant, no tenia accés a cap pensió. Finalment, va poder rebre la pensió gràcies a l'interès del secretari del MSI Giorgio Almirante.
Rachele va morir el 1979, a l'edat de 89 anys, i està enterrada al costat del seu marit a la cripta del cementiri de San Cassiano, Predappio.

## Descendència

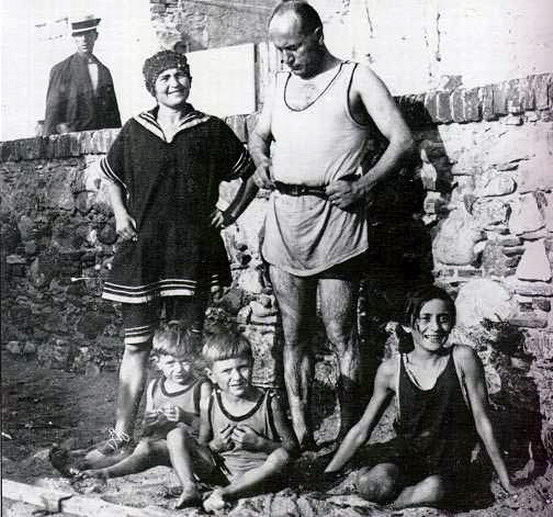
Rachele Guidi amb Benito Mussolini i els seus fills a la platja de Lèvanto, 1923

La parella va tenir cinc fills (dues noies i tres nois):
- Edda Mussolini, (1 de setembre de 1910 - 9 d'abril de 1995), es va convertir en Edda Ciano, comtessa de Cortellazzo i Buccari, després del seu matrimoni amb el comte Galeazzo Ciano.
- Vittorio Mussolini, (27 de setembre de 1916 - 13 de juny de 1997), guionista i productor de cinema.
- Bruno Mussolini, (22 d'abril de 1918 - 7 d'agost de 1941), aviador a la força aèria.
- Romano Mussolini, (26 de setembre de 1927 - 3 de febrer de 2006), pianista de jazz que es va casar amb Anna Maria Scicolone, la germana menor de l'actriu Sophia Loren, amb la qual va tenir una filla, Alessandra Mussolini.
- Anna Maria Mussolini, (3 de setembre de 1929 - 25 d'abril de 1968), presentadora de televisió.